# Characidae
Characidae là một họ cá nước ngọt sống ở khu vực nhiệt đới và cận nhiệt đới châu Mỹ, từ México và Texas qua Trung Mỹ tới Nam Mỹ.

## Hình ảnh

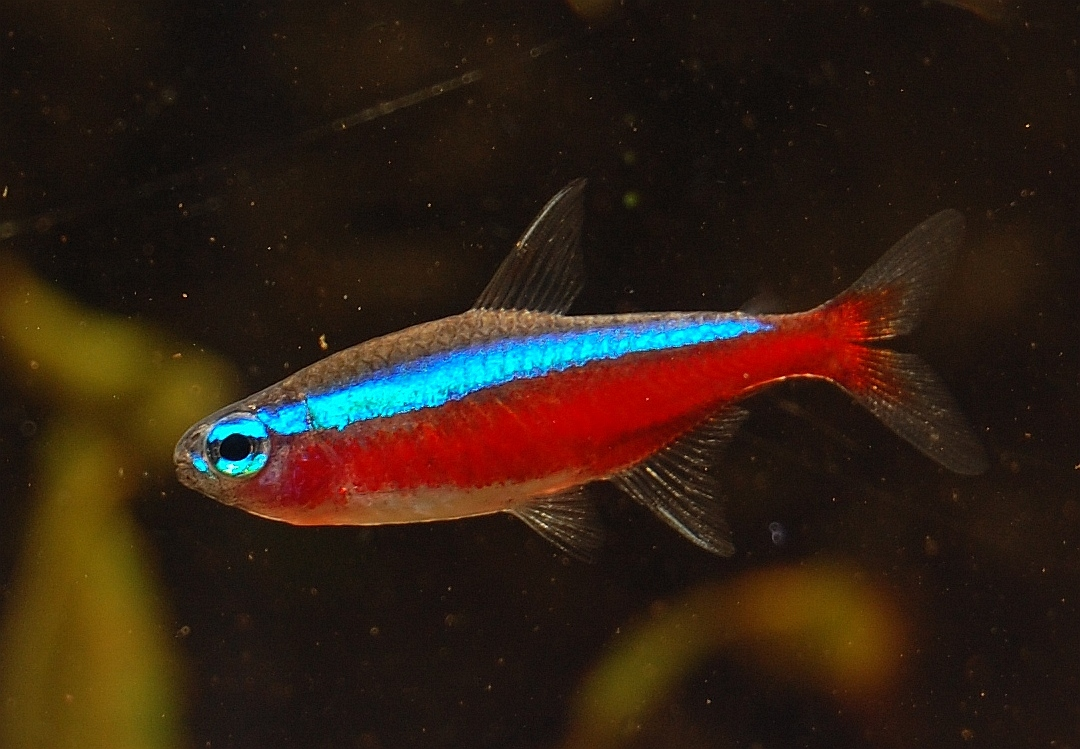
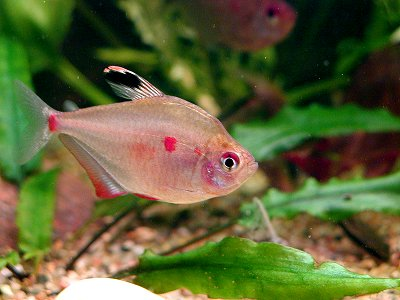
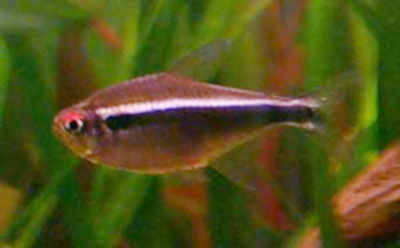

## Phân họ và chi

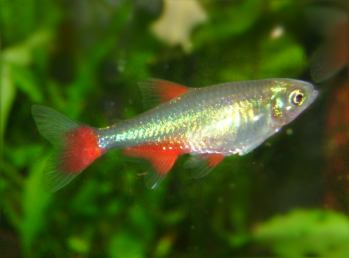
Aphyocharax anisitsi (Aphyocharacinae)

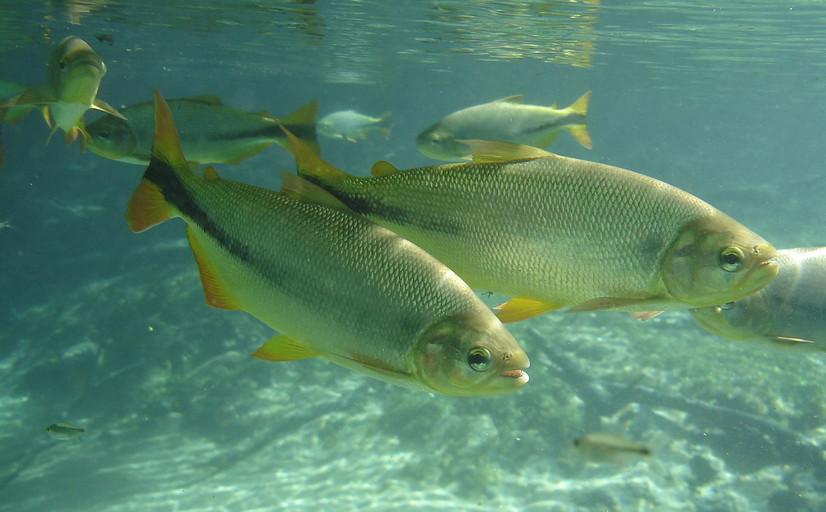
Brycon hilarii (Bryconinae)

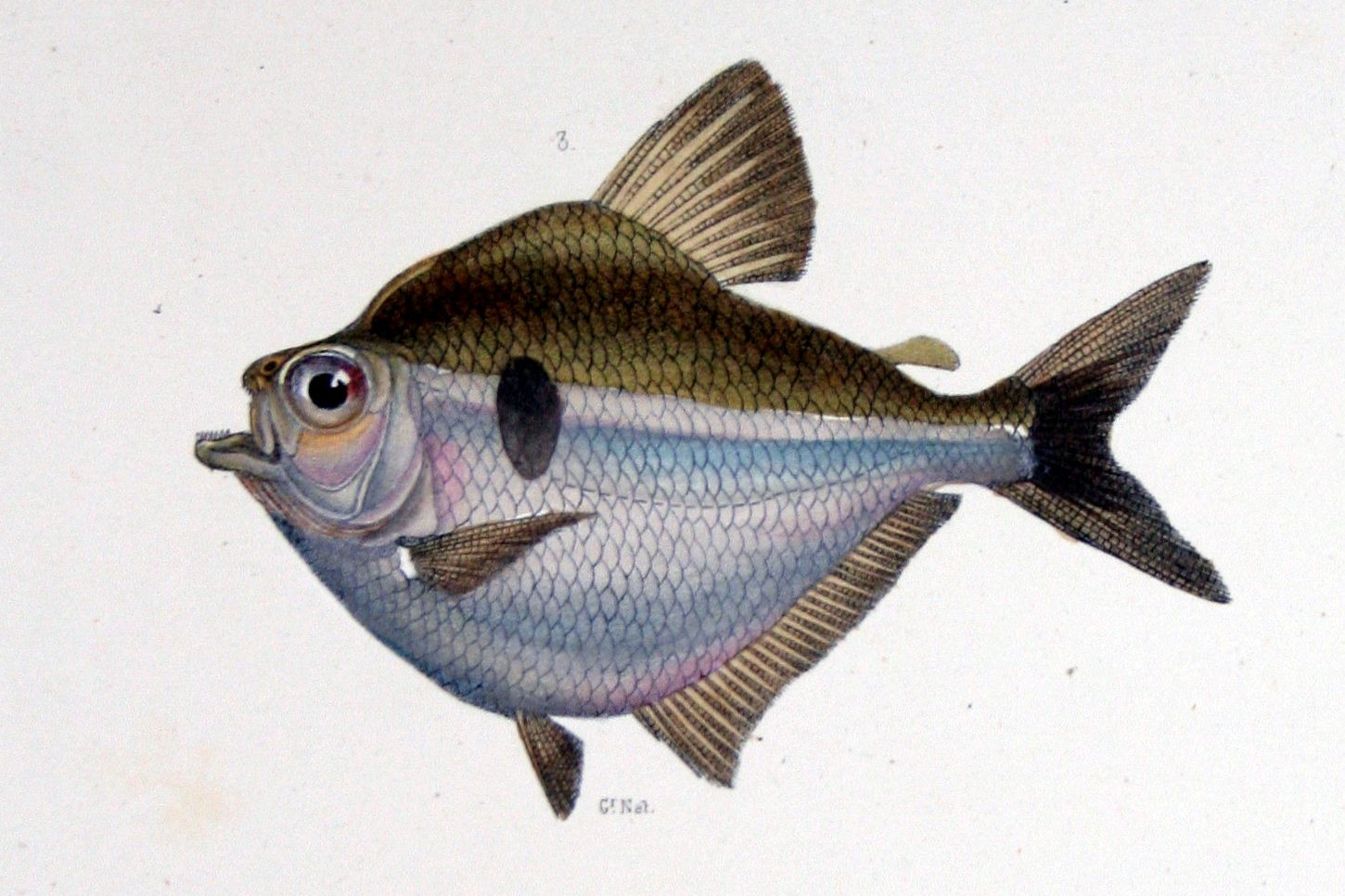
Brachychalcinus orbicularis (Stethaprioninae)

| Phân họ Aphyocharacinae - Aphyocharax - Inpaichthys - Leptagoniates - Paragoniates - Phenagoniates - Prionobrama - Rachoviscus - Xenagoniates Phân họ Aphyoditeinae - Aphyocharacidium - Aphyodite - Axelrodia - Leptobrycon - Microschemobrycon - Oxybrycon - Parecbasis - Tyttobrycon Phân họ Bryconinae - Brycon - Chilobrycon - Henochilus Phân họ Characinae - Acanthocharax - Acestrocephalus - Bryconexodon - Charax - Cynopotamus - Exodon – Bucktooth Tetra - Galeocharax - Phenacogaster - Priocharax - Roeboexodon - Roeboides Phân họ Cheirodontinae - Acinocheirodon - Amazonspinther - Aphyocheirodon - Cheirodon - Cheirodontops - Chrysobrycon - Compsura - Ctenocheirodon - Heterocheirodon - Kolpotocheirodon - Macropsobrycon - Nanocheirodon - Odontostilbe - Prodontocharax - Pseudocheirodon - Saccoderma - Serrapinnus - Spintherobolus | Phân họ Gymnocharacinae - Coptobrycon - Grundulus - Gymnocharacinus - Nematobrycon Phân họ Heterocharacinae - Gnathocharax - Heterocharax - Hoplocharax - Lonchogenys Phân họ Iguanodectinae - Iguanodectes - Piabucus Phân họ Rhoadsiinae - Carlana - Nematocharax - Parastremma - Rhoadsia Phân họ Salmininae - Salminus Phân họ Stethaprioninae - Brachychalcinus - Gymnocorymbus - Orthospinus - Poptella - Stethaprion - Stichonodon |

Phân họ Stevardiinae
| - Acrobrycon - Argopleura - Attonitus - Aulixidens - Boehlkea - Bryconacidnus - Bryconadenos - Bryconamericus - Caiapobrycon - Ceratobranchia - Corynopoma - Creagrutus - Cyanocharax - Cyanogaster - Diapoma - Gephyrocharax - Glandulocauda - Hemibrycon - Hypobrycon - Hysteronotus - Iotabrycon - Knodus | - Landonia - Lepidocharax - Lophiobrycon - Microgenys - Mimagoniates - Monotocheirodon - Nantis - Odontostoechus - Othonocheirodus - Phenacobrycon - Piabarchus - Piabina - Planaltina - Pseudocorynopoma - Pterobrycon - Ptychocharax - Rhinobrycon - Rhinopetitia - Scopaeocharax - Trochilocharax - Tyttocharax - Xenurobrycon |

Phân họ Tetragonopterinae
- Tetragonopterus

### Chiincertae sedis

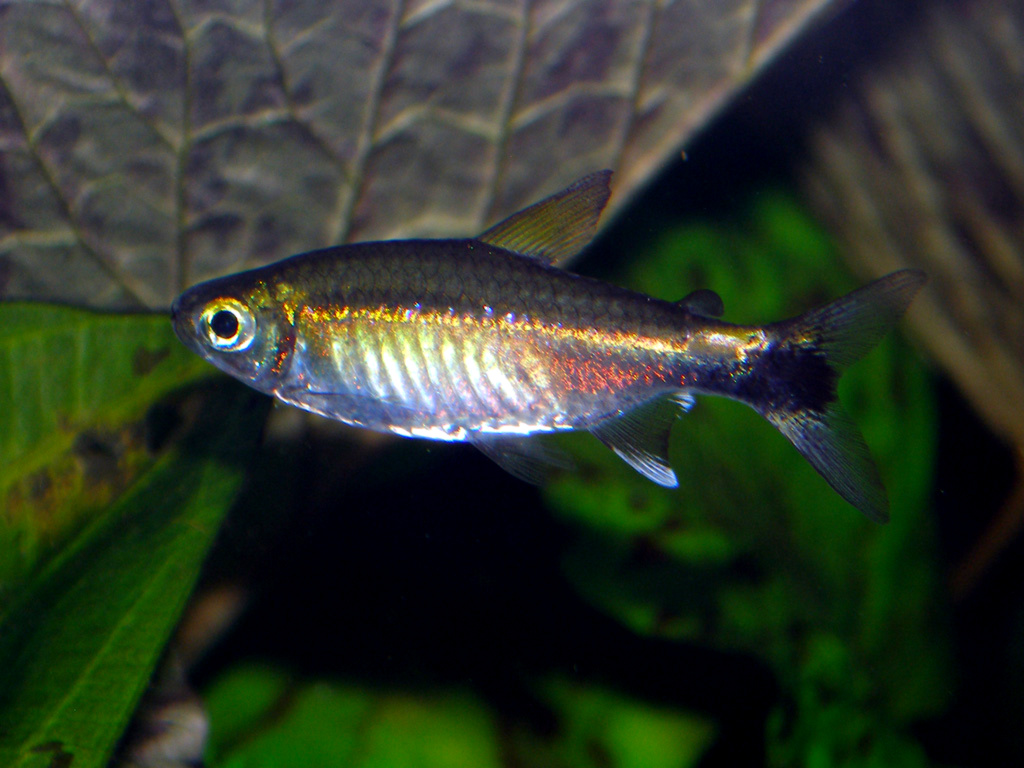
Costello Tetra
(Hemigrammus hyanuary)

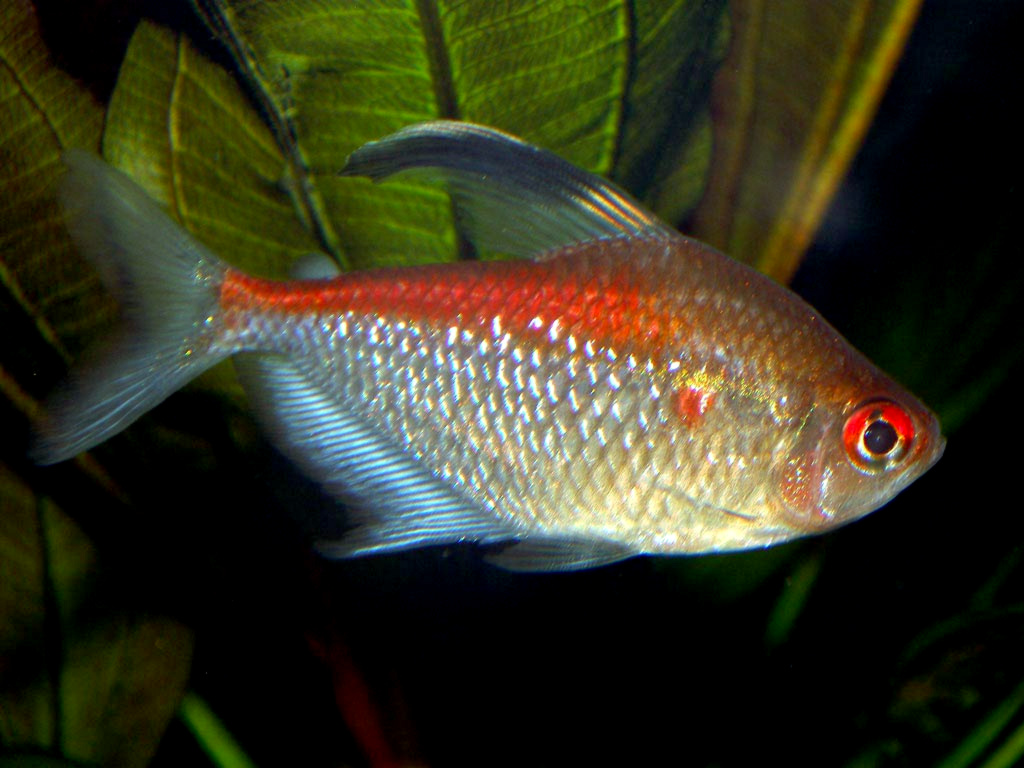
Hyphessobrycon pyrrhonotus

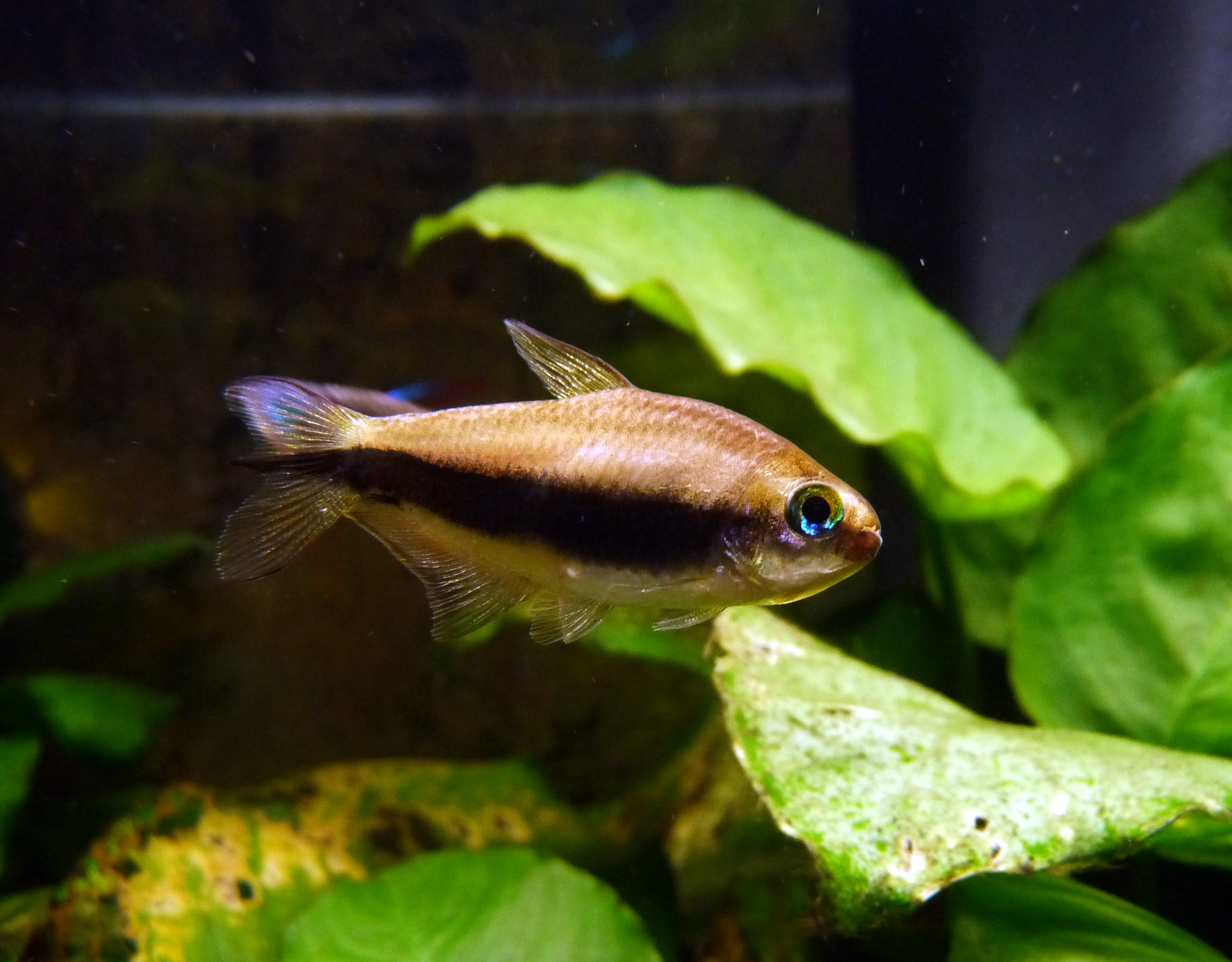
Emperor Tetra
(Nematobrycon palmeri)

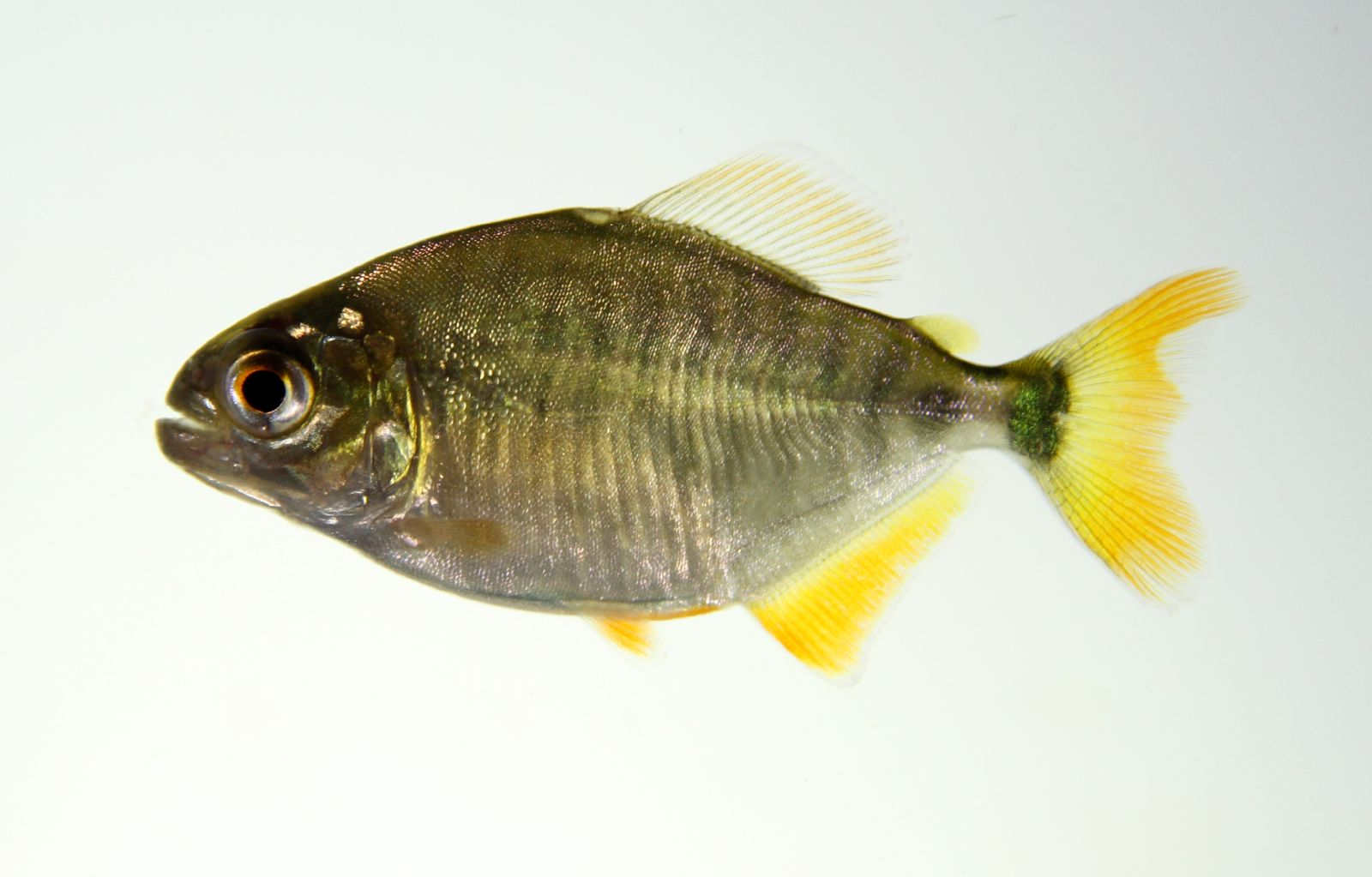
Pygopristis denticulata

| - Astyanacinus - Astyanax - Atopomesus - Bario - Bramocharax - Brittanichthys - Bryconella - Bryconops - Ceratobranchia - Chalceus - Ctenobrycon - Dectobrycon - Deuterodon - Ectrepopterus - Erythrocharax | - Genycharax - Gymnotichthys - Hasemania - Hemigrammus - Hollandichthys - Hyphessobrycon - Jupiaba - Markiana - Mixobrycon - Moenkhausia - Myxiops - Oligobrycon - Oligosarcus - Paracheirodon - Parapristella | - Petitella - Phallobrycon - Phenagoniates - Pristella – X-ray Tetra - Probolodus - Psellogrammus - Pseudochalceus - Salminus - Schultzites - Scissor - Serrabrycon - Stygichthys - Thayeria – penguinfishes - Thrissobrycon - Tucanoichthys |